# كالهون (جورجيا)
كالهون (بالإنجليزية: Calhoun, Georgia)‏ هي مدينة تقع في مقاطعة غوردون، جورجيا بولاية جورجيا في الولايات المتحدة. تبلغ مساحة هذه المدينة 30.2 (كم²)، وترتفع عن سطح البحر 201 م، بلغ عدد سكانها 15650 نسمة في عام 2010 حسب إحصاء مكتب تعداد الولايات المتحدة.

## أعلام
- إرنست نيل
- ويليام تومسون
- دالي ويليس
- بيرت لانس

## وصلات خارجية
- Cities & Counties - Georgia.gov